# Kamill Arturowitsch Frautschi

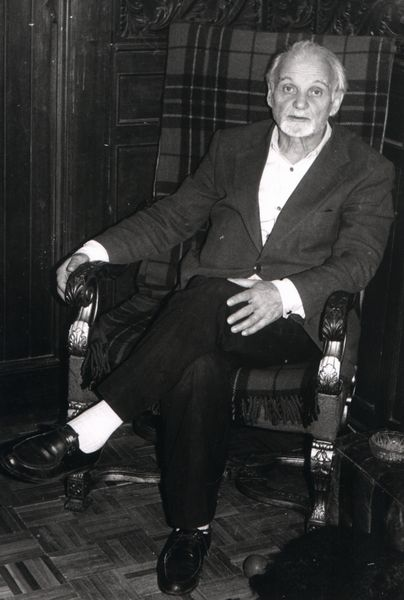
Kamill Arturowitsch Frautschi

Kamill Arturowitsch Frautschi (russisch Камилл Артурович Фраучи; * 19. Dezember 1923 in Moskau; † 21. August 1997 ebenda) war ein russischer Violinist und einer der einflussreichsten Gitarrenpädagogen Russlands.

## Leben
Sein Großvater Christian Petrowitsch Frautschi wurde wie andere Russlandschweizer Käse-Hersteller Ende des 19. Jahrhunderts von Zar Nikolaus II. nach Russland eingeladen. Frautschi wurde 1923 als Sohn von Artur Christianowitsch Frautschi („Artusow“) in Moskau geboren. Sein Vater war maßgeblich an der Gründung des sowjetischen Geheimdienstes beteiligt und wurde Leiter der Auslandsaufklärung (INO) der OGPU. Er fiel schließlich bei Josef Stalin in Ungnade und wurde 1937 exekutiert. Kamill wurde als Sohn eines sogenannten „Volksfeindes“ mit 16 verhaftet und verbrachte insgesamt fünf Jahre im Gulag. Er überlebte die Haftzeit als Violinist im Gefangenen-Orchester.
Nach seiner Rehabilitation studierte er Violine bei Jelena Gnessina am Gnessin-Institut Moskau. Danach war er Violinist im Moskauer Kammerorchester und Dozent an der Pädagogischen Hochschule Rostow. Später wandte er sich der Gitarre zu.
Als freiberuflicher Musikpädagoge in Moskau unterrichtete er seinen Sohn Alexander Frautschi sowie Juri Nugmanow, Juri Wedenjapin, Ilja Podolski, Oleg Timofejew, Anna Tontschewa und Jewgeni Finkelstein. Erst Ende des 20. Jahrhunderts wurde das Fach Gitarre in den Lehrplan der staatlichen Konservatorien aufgenommen.